# Herrenhaus der Herzöge von Mecklenburg

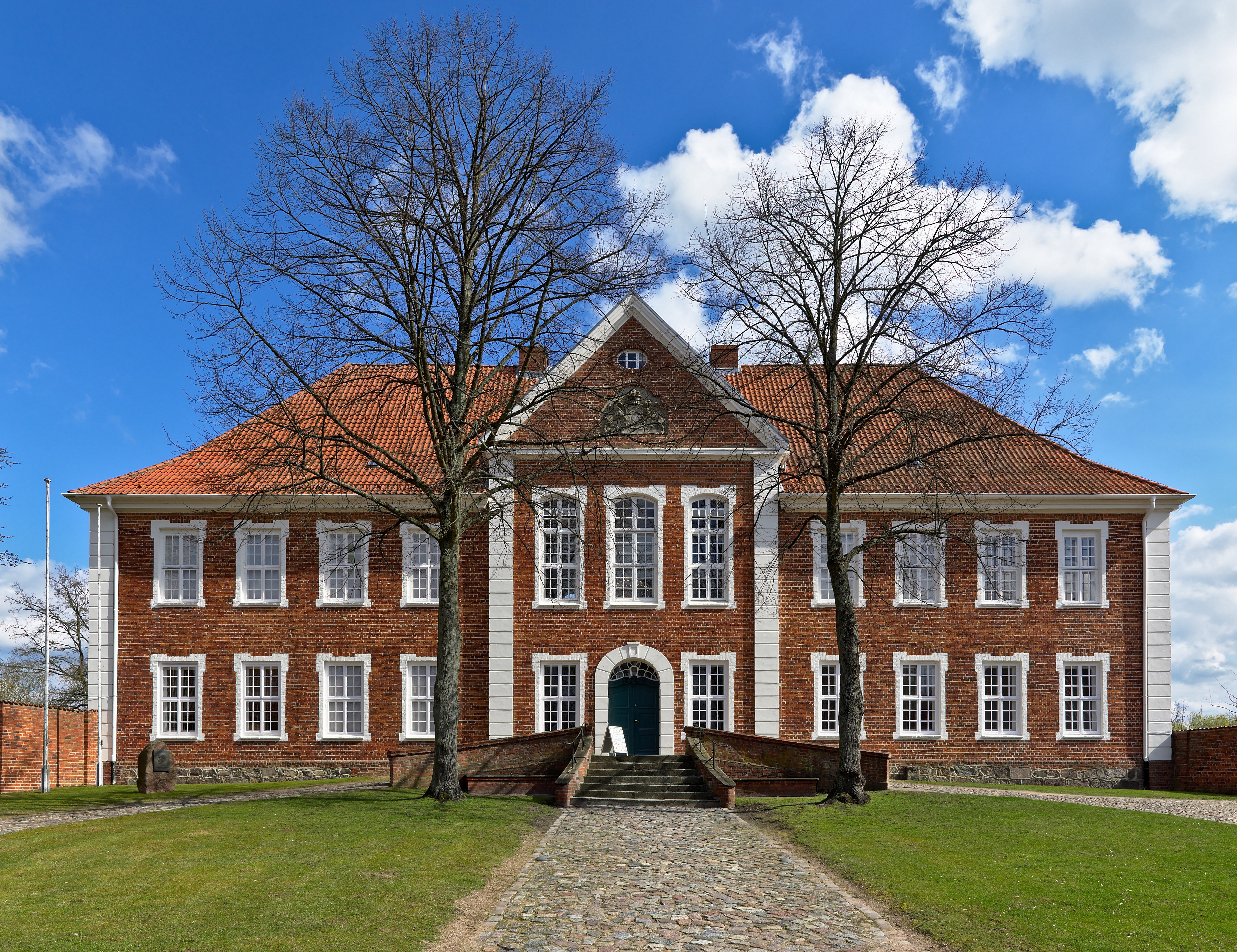
Das Herrenhaus der Herzöge von Mecklenburg, Blick zur Hoffassade

Das Herrenhaus der Herzöge von Mecklenburg in Ratzeburg in Schleswig-Holstein war die geplante Residenz der Mecklenburg-Strelitzer Herzöge für Aufenthalte in der am Ratzeburger Dom gelegenen Exklave ihres Besitzes. Obwohl nach dieser Definition eigentlich ein Schloss, wird das Gebäude gemeinhin als Herrenhaus bezeichnet. Das barocke Palais ist der bedeutendste Profanbau der Stadt Ratzeburg und beherbergt seit 1973 das Kreismuseum des Kreises Herzogtum Lauenburg.

## Geschichte

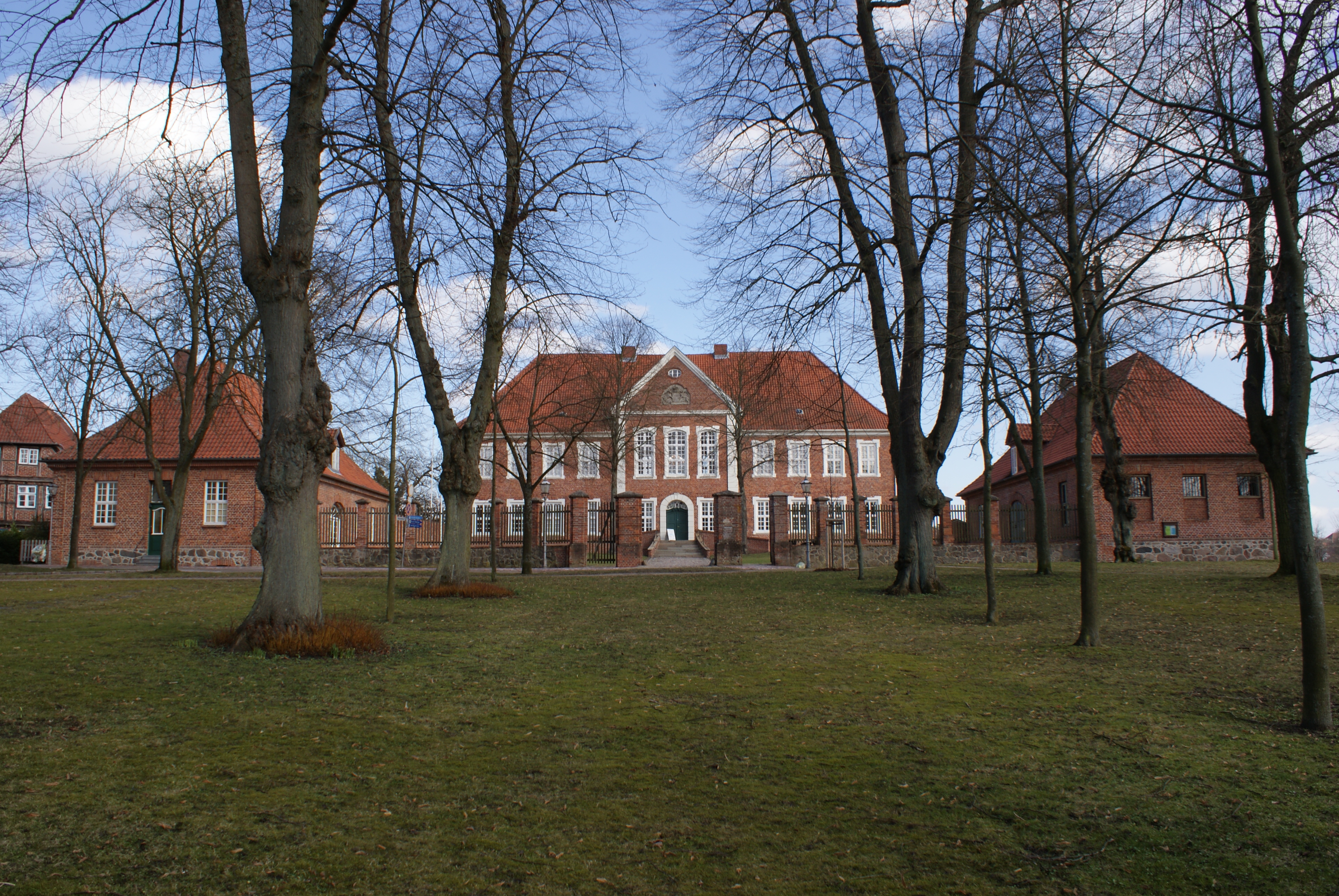
Gesamtansicht der Anlage

Während die Stadt und das Schloss Ratzeburg zum Herzogtum Sachsen-Lauenburg gehörte, war das Stiftsgebiet mit dem Domhof Ratzeburg auf der Ratzeburger Stadtinsel 1648 durch den Westfälischen Frieden als Fürstentum Ratzeburg in die Hand des Herzogtums Mecklenburg geraten und ging nach dessen Teilung 1701 an das Teilherzogtum Mecklenburg-Strelitz.
Der Vorgängerbau des heutigen Herrenhauses wurde 1660 als Lusthaus für den Herzog Christian Ludwig I. errichtet. 1764 wurde das mittlerweile baufällige kleine Schloss abgerissen und unter der Aufsicht des Oberhauptmanns F. W. von dem Knesebeck das heutige Herrenhaus für Adolf Friedrich IV. gebaut, der den Bau jedoch nicht ein einziges Mal besuchte. Die geplante Sommerresidenz wurde im Laufe der Bauarbeiten fünfmal teurer als ursprünglich geplant und brachte den eigentlichen Bauherren – neben weiteren Projekten – an den Rand des Ruins. Das ursprüngliche Schloss diente so bis 1815 als Herrenhaus und Amtssitz der herzoglichen Verwalter. 1840 erhielten es die Dompröpste und nutzen es bis 1970 als Wohnhaus, es gehörte jedoch zu keinem Zeitpunkt der Kirche und ging letztlich ins Eigentum des Landes Schleswig-Holstein über.
1971, nach dem Ende der Nutzung durch die Dompröpste, überließ das Land die Nutzungsrechte an dem Gebäudekomplex dem Kreis Herzogtum Lauenburg, der sich im Gegenzug verpflichtete, ihn auf eigene Kosten zu restaurieren und zu unterhalten. Zu diesem Zeitpunkt war das Kreismuseum bereits im nördlichen Nebengebäude untergebracht, dessen Fläche jedoch sehr begrenzt war. Daher wurde entschieden, den gesamten Komplex für das Museum zur Verfügung zu stellen und zugleich im Festsaal einen Ort für Konzerte und Veranstaltungen zu schaffen. Die Restaurierung erfolgte zwischen 1971 und 1973 und diente der Reparatur baufälliger Gebäudeteile sowie der Ausstattung des Gebäudes gemäß den Erfordernissen eines modernen Museums. Die Holzbalkendecke zwischen Erdgeschoss und Obergeschoss wurde durch eine Stahlbetondecke ersetzt, die tragenden Mittelwände im Erdgeschoss aus Fachwerk durch gemauerte Wände. Der Rokokosaal erhielt anstelle des vorhandenen, einfachen Bretterfußbodens einen Parkettboden aus Eiche; ebenfalls neuzeitlich sind die Kerzenhalter an den Wänden sowie der große Kronleuchter in der Raummitte. In der Küche wurde ein alter Rauchfang freigelegt, der jetzt Teil der Ausstellung ist. Das nördliche Nebengebäude wurde durch einen unauffälligen, modernen Verbindungsgang mit dem Hauptgebäude verbunden; das südliche Nebengebäude wurde renoviert.
1973 bezog das Kreismuseum, das sich mit der Geschichte der Stadt Ratzeburg und des Herzogtums Lauenburg beschäftigt, die renovierten Gebäude. Die alten Salons bieten den Rahmen für unterschiedliche Themen wie die Geschichte der Askanier, das Herzogtum während des Dreißigjährigen Krieges, eine Sammlung mechanischer Musikinstrumente oder regionale Funde der Vorzeit. In den Schauräumen werden außerdem wechselnde Sonderausstellungen präsentiert und der Festsaal im Hauptgeschoss dient regelmäßig als Veranstaltungsort für Konzerte und Lesungen.

## Gebäude
Das Herrenhaus ist ein zweistöckiger und elfachsiger Bau, der komplett aus Backstein errichtet wurde. Das Gebäude ist sparsam mit weißem Stuck akzentuiert, die Fensteröffnungen mit weißer Tünche hervorgehoben. Der dreiachsige Mittelrisalit wird von je einem hohen Giebel zu beiden Seiten des Palais betont. Die Hofseite wird von zwei seitlichen Wirtschaftsgebäuden umgeben, die mit dem Haupthaus ursprünglich nur durch niedrige Mauern verbunden waren und so einen geschlossenen Ehrenhof bildeten. Die Wirtschaftshäuser dienten als Stallungen und Wagenremise und sind heute Teil der Ausstellungsfläche des Museums. Der nördliche Bau ist auf der Rückseite der Mauer durch eine moderne, gläserne Galerie mit dem Herrenhaus verbunden.
Der Innenraum des barocken Hauses ist symmetrisch aufgebaut. Von der ursprünglichen Ausstattung in den Salons sind vor allem die Stuckaturen von Johann Nepomuk Metz (1734–1804), einige Supraporten und ein Teil der Parkette erhalten, während der kleine Möbelbestand heute hauptsächlich durch das Museum gestellt wird.

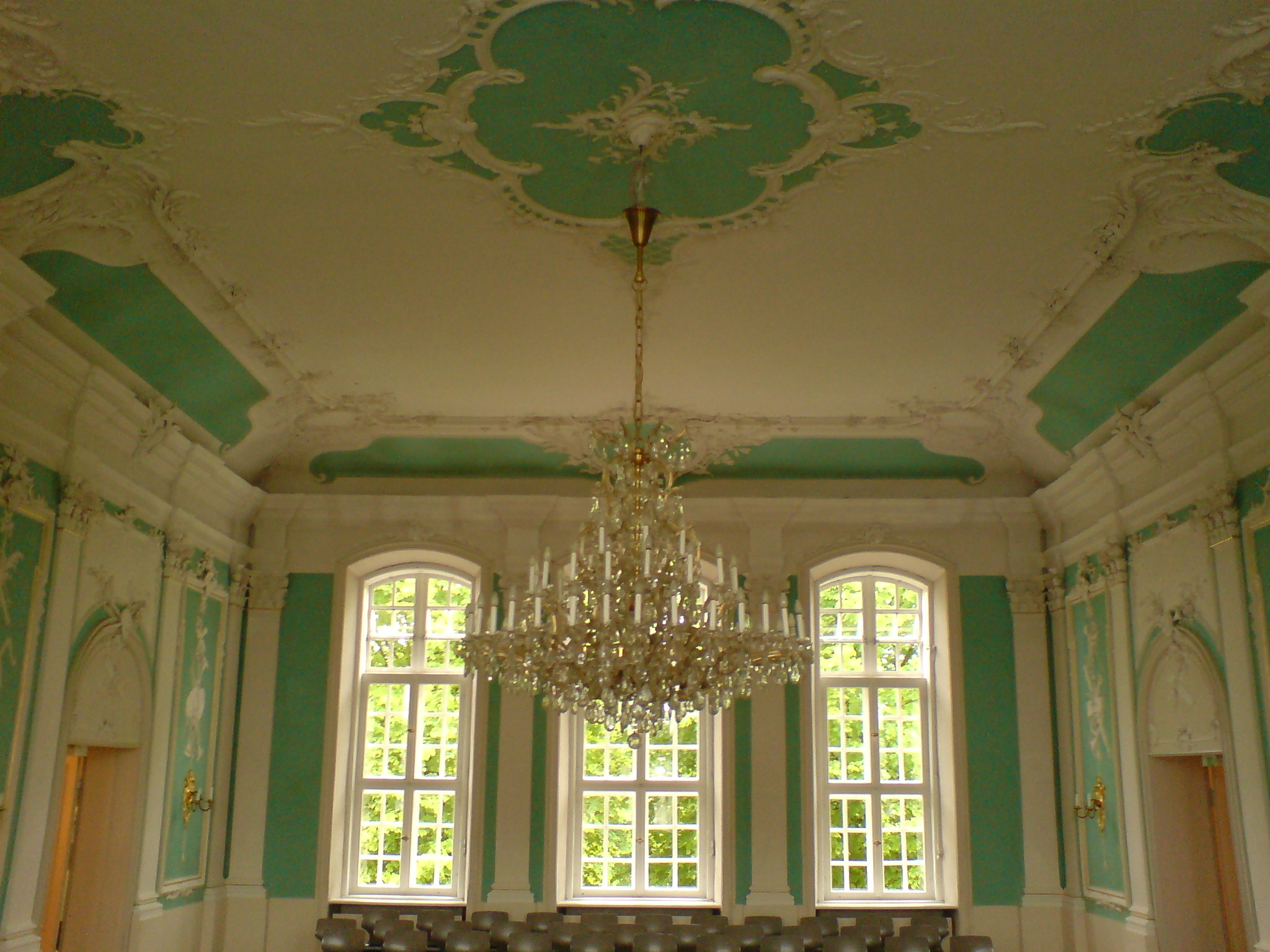
Blick durch den Festsaal

Durch das Hauptportal betritt man ein großzügiges Vestibül, das gleichzeitig als Treppenhaus dient und aus dem zwei einzelne Treppenläufe in das obere Stockwerk führen. Der künstlerisch bedeutendste Raum des Erdgeschosses ist der mittig gelegene Gartensaal, der direkt auf die oberste Terrasse des einstigen Hanggartens führt. Bemerkenswert ist die erhaltene Küche mit dem großen, offenen und zudem abzuglosen Herd. Das Obergeschoss beherbergt neben kleineren, ursprünglich Wohnzwecken dienenden Salons vor allem den großen Festsaal. Der in heiteren Rokoko-Formen gestaltete Raum ist in türkis und weiß gehalten und nimmt die Breite der übergiebelten Risalite und die gesamte Tiefe des Hauses ein. Sein Gewölbe reicht bis ins Dachgeschoss, so dass der Festsaal – im Verhältnis zum Gebäude – überraschend groß wirkt. Dem Zweck als Festraum und Musikzimmer entsprechend besteht die Dekoration des Stucks aus Musikinstrumenten und verschlungenen Rocaillen.